# ایرینا کیکاس
ایرینا کیکاس (به انگلیسی: Irina Kikkas) ژیمناست زادهٔ ۲۲ ژوئیهٔ ۱۹۸۴ میلادی اهل کشور استونی است.